# Alte Bibliothek
De Alte Bibliothek is een gebouw in het stadsdeel Mitte in Berlijn. Het gebouw staat aan de Bebelplatz en aan de noordzijde grenst de Alte Bibliothek aan het Altes Palais dat aan de Unter den Linden staat. Het barokke gebouw werd tussen 1775 en 1780 gebouwd. Door zijn halfronde gevel wordt het gebouw in de volksmond de Kommode genoemd.

## Geschiedenis
Koning Frederik de Grote van Pruisen gaf de opdracht tot de bouw van de Alte Bibliothek. Hij maakte met de bouw van deze bibliotheek de literatuur, die voorheen alleen toegankelijk was voor de adel, wetenschappers en ambtenaren, toegankelijk voor de burgers van Berlijn. Zo staat tot op de dag van vandaag boven het portaal de Latijnse spreuk: "nutrimentum spiritus" (voeding voor de geest).
In 1784 na de voltooiing van de bouw kwam de uit 150.000 banden bestaande collectie die door Frederik Willem I was samengesteld in het gebouw terecht. In de loop van de negentiende eeuw werd de collectie uitgebreid tot ruim 1,2 miljoen banden waardoor het de grootste boekencollectie in het Duitstalige gebied was. In 1905 moest er zelfs een nieuw gebouw betrokken worden aan de Unter den Linden in het gebouw van de Staatsbibliothek zu Berlin.
De gevel aan de Bebelplatz doet sterk denken aan de Michaelvleugel van de Weense Hofburg. Het gevelontwerp van de Alte Bibliothek was sterk geïnspireerd door het oudere ontwerp voor de Michaeltrakt, maar door allerlei vertragingen in de bouw is de Alte Bibliothek ruim honderd jaar ouder dan haar voorbeeld in Wenen.
In de Tweede Wereldoorlog raakte het gebouw zwaar beschadigd door bommen en in 1945 brandde het gebouw bijna volledig uit. Onder leiding van Werner Kötteritzsch werd de gevel aan de Bebelplatz in de periode 1963-1968 gereconstrueerd. Het interieur kreeg echter een modern uiterlijk en het gebouw is sindsdien in gebruik bij de juridische faculteit van de Humboldtuniversiteit.